# Antrocephalus ghirlandajoni
Antrocephalus ghirlandajoni är en stekelart som först beskrevs av Girault 1922.  Antrocephalus ghirlandajoni ingår i släktet Antrocephalus och familjen bredlårsteklar. Inga underarter finns listade i Catalogue of Life.